# 1,4-戊二炔
1,4-戊二炔是化学式C5H4的炔烃，和1,3-戊二炔是异构体。

## 制备
虽然之前已成功合成更长的炔烃和更复杂的1,4-二炔衍生物，但直到1960年代末都没有成功合成1,4-戊二炔。通过乙炔钠或乙炔基溴化镁和炔丙基溴的反应合成1,4-戊二炔的尝试都失败了，反应产物主要是重排产生的1,3-戊二炔。
1,4-戊二炔的首次成功合成是由炔丙基溴和含乙炔基的格氏试剂在氯化亚铜存在下于THF中反应而成。
1979年，Verkruijsse和Hasselaar发表了改进了的制备方法。在这个方法中，氯化亚铜改成了溴化亚铜，而炔丙基溴改成了对甲苯磺酸炔丙酯。这个反应的反应温度更低，副产物较少。

Verkruijsse和Hasselaar发表的1,4-戊二炔制法

此外，3-乙炔基-1-环丙烯在550 °C的真空闪热解也会产生1,4-戊二炔和副产物1,2-戊二烯-4-炔。环戊二烯二基的紫外线光解也可以产生1,4-戊二炔。

3-乙炔基-1-环丙烯的热解

累积二烯烃和乙炔基自由基反应也可以产生1,4-戊二炔，天体化学研究对该反应感兴趣。

## 性质
1,4-戊二炔的两个三键的p轨道会排斥中间碳的sp3轨道，使得它不稳定3.9 kcal · mol−1。根据QCSID(T)计算，它的能量比1,3-戊二炔高了25 kcal · mol−1。
虽然微波光谱表明除了0.516 D的偶极矩外，1,4-戊二炔中心碳的四面体形结构没有显著扭曲，但在整个π系统中有三个不同的电离能值。

## 用处
1,4-戊二炔是合成锑杂苯、砷杂苯和磷杂苯及它们的衍生物的常用原材料。

1,4-戊二炔被用于合成杂环化合物